# Tichosina labiata
Tichosina labiata är en armfotingsart som beskrevs av Cooper 1977. Tichosina labiata ingår i släktet Tichosina och familjen Terebratulidae. Inga underarter finns listade i Catalogue of Life.